# Fibratus
Fibratus är en molnart som förkortas fib. Den kallades tidigare för filosus. Den förekommer hos huvudmolnslagen Cirrus och Cirrostratus. Fibratus består av nästan raka eller oregelbundet krökta hårliknande trådar som inte slutar i krokar.

## Cirrus fibratus
Förkortning: Ci fib.

## Cirrostratus fibratus
Förkortning: Cs fib. Cirrostratus fibratus kan utvecklas från cirrus fibratus eller cirrus spissatus.